# Sockenplan (metropolitana di Stoccolma)
Sockenplan è una stazione della metropolitana di Stoccolma.
Si trova nel quartiere di Enskedefältet, a sua volta situato all'interno della circoscrizione di Enskede-Årsta-Vantör, mentre sul tracciato della linea verde T19 della rete metroviaria locale è compresa tra le fermate Enskede gård e Svedmyra.
Divenne ufficialmente operativa il 9 settembre 1951, proprio come tutte le altre fermate incluse nel tratto fra Gullmarsplan e Stureby; tuttavia già dall'anno 1930 era qui in funzione la Örbybanan, un servizio di trasporto pubblico su rotaia.
La piattaforma, collocata su un cavalcavia parallelo alla strada Enskedevägen, è accessibile dall'ingresso ubicato tra l'omonima piazza Sockenplan e il viale Sockenvägen. La stazione è stata progettata dall'architetto Peter Celsing, mentre la banchina ospita una scultura dell'artista Sture Collin datata 1990.
L'utilizzo medio quotidiano durante un normale giorno feriale è pari a 2.300 persone circa.

## Tempi di percorrenza
| Linea | Capolinea       | Tempo  | Stazione                                                  | Tempo                                   |
| T19   | Hagsätra        | 10 min | Gullmarsplan Slussen Gamla stan T-Centralen Alvik Åkeshov | 5 min 9 min 10 min 13 min 26 min 34 min |
| T19   | Hässelby strand | 45 min | Gullmarsplan Slussen Gamla stan T-Centralen Alvik Åkeshov | 5 min 9 min 10 min 13 min 26 min 34 min |